# 얼라이브네이션
얼라이브네이션(2021~2025). 대한민국의 뮤직퍼블리싱 회사.